# Nepaloserica procera
Nepaloserica procera är en skalbaggsart som beskrevs av Frey 1965. Nepaloserica procera ingår i släktet Nepaloserica och familjen Melolonthidae. Utöver nominatformen finns också underarten N. p. rufescens.